# Нестійкість Релея — Тейлора

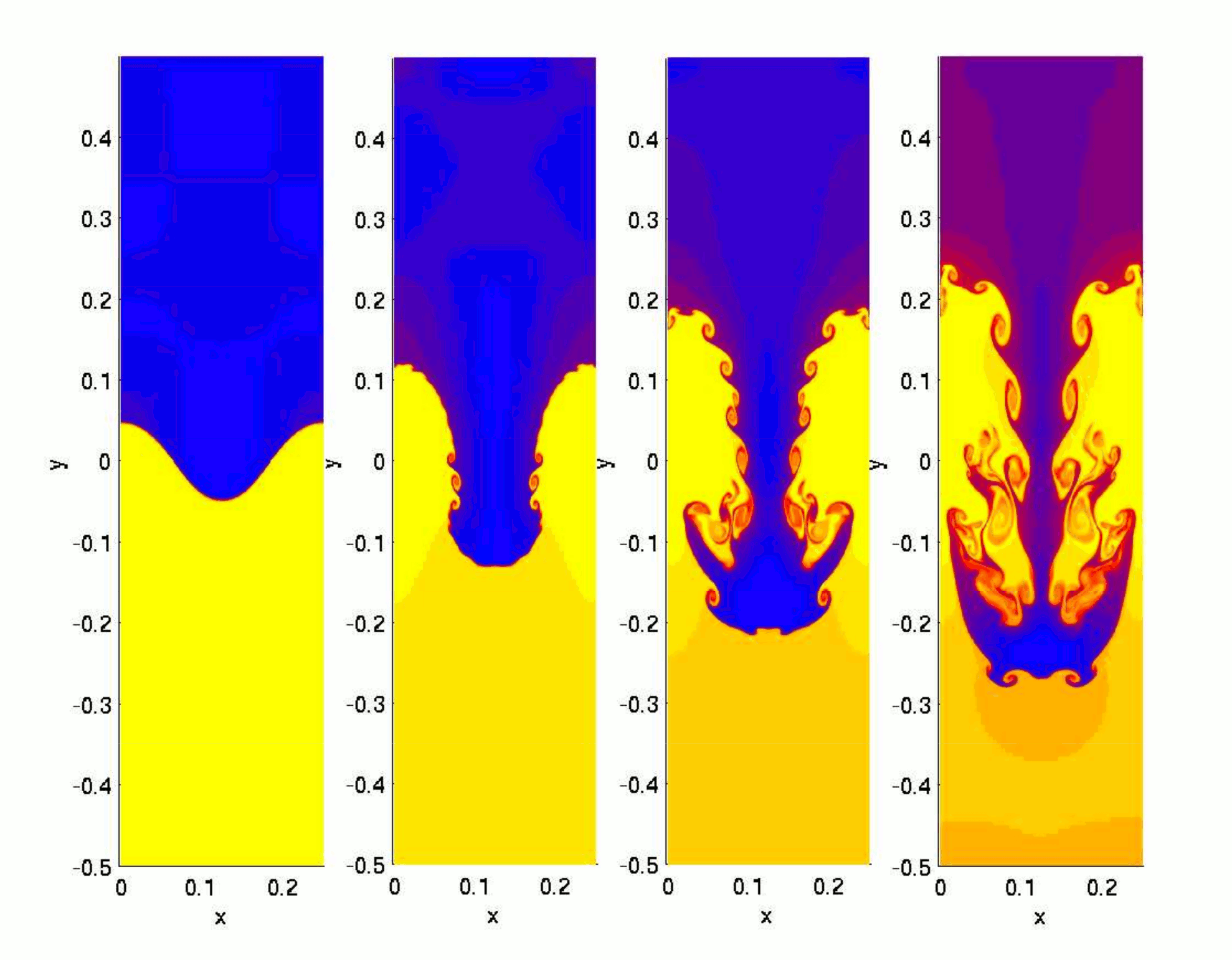
Розвиток нестабільності Релея — Тейлора.

 Нестійкість Релея — Тейлора  — виникає між двома контактуючими суцільними середовищами різної щільності, коли більш важка рідина штовхає більш легку. Прикладом такої нестійкості може служити нестійкість краплі води на поверхні олії — вода буде намагатися проникнути крізь олію.
Основним параметром, що визначає швидкість розвитку цієї нестабільності є число Атвуда.

## Аналітичний опис
Задача про нестійкості Релея — Тейлора має аналітичне рішення в рамках лінійної теорії стійкості.
Нехай два протяжних плоских горизонтальних шару рідини розташовані в полі тяжіння {\displaystyle {\vec {g}}} один над одним, причому більш важка рідина 1 знаходиться вгорі (на ілюстрації — синій колір), щільності рідин {\displaystyle \rho _{1},\rho _{2}}. Верхня і нижня межі — тверді. Для простоти зручно користуватися моделлю нев'язкої нестисливої рідини, тоді система описується рівнянням Ейлера:
{\displaystyle {\frac {\partial {\vec {v}}}{\partial t}}+\left({\vec {v}}\cdot \nabla \right){\vec {v}}=-{\frac {1}{\rho }}\nabla P+{\vec {g}},}
{\displaystyle \operatorname {div} {\vec {v}}=0.}
Надалі компоненти швидкості визначаються як {\displaystyle {\vec {v}}=\left\{u,v,w\right\}}. Цілком очевидно, що рівноважне рішення ({\displaystyle {\vec {v}}=0}) задовольняє моделі, при цьому з рівняння Ейлера для тиску виходить наступне:
{\displaystyle {\frac {\partial P}{\partial x}}=0,\quad {\frac {\partial P}{\partial y}}=0,\quad {\frac {\partial P}{\partial z}}=-\rho g}
Звідки визначається рівноважний розподіл тиску (відомий результат для тиску стовпа рідини):
{\displaystyle P_{0}=-\rho gz.}
Внесемо в рівноважний стан малі збурення. Нехай швидкість {\displaystyle {\vec {v}}} настільки мала, що можна знехтувати нелінійним доданком {\displaystyle \left({\vec {v}}\cdot \nabla \right){\vec {v}}} в рівнянні Ейлера, а тиск має вигляд {\displaystyle P=P_{0}+P'}, де {\displaystyle P'\ll P_{0}}. Тоді отримаємо лінійну систему рівнянь для малих збурень (далі штрих у тиску опущений):
{\displaystyle {\frac {\partial {\vec {v}}}{\partial t}}=-{\frac {1}{\rho }}\nabla P,}
{\displaystyle \operatorname {div} {\vec {v}}=0.}
Граничні умови задаються виходячи з міркувань рівності z-компонент швидкості рідин 1 і 2 на межі розділу і наявності поверхневого натягу. На верхній і нижній межах, тому що рідина ідеальна, працюють умови непротікання. Зручно прийняти координату кордону розділу в рівновазі за 0. На ній виконується кінематична умова
{\displaystyle \quad {\frac {\partial \zeta }{\partial t}}=w,}
і динамічна умова
{\displaystyle \left(P_{1}-P_{2}\right)-\left(\rho _{1}-\rho _{2}\right)g\zeta =\sigma \Delta \zeta .}
Умова непротікання верхньої і нижньої меж:
{\displaystyle z=\pm h:\quad w=0,}
де {\displaystyle \ zeta} — величина відхилення кордону від незбуреної, {\displaystyle \sigma } — коефіцієнт поверхневого натягу. Отримана завдання для збурень легко вирішується.
Припустимо, що збурення мають вигляд:
{\displaystyle {\vec {v}},P,\zeta \sim e^{\lambda t}e^{i\left(k_{x}x+k_{y}y\right)},}
де {\displaystyle \lambda } — швидкість росту (інкремент) обурення, {\displaystyle k_{x},k_{y}} — компоненти хвильового вектора обурення кордону.
З рівняння Ейлера виражається {\displaystyle w}:
{\displaystyle \lambda w=-{\frac {1}{\rho }}{\frac {\partial P}{\partial z}},}
а умова {\displaystyle \operatorname {div} {\vec {v}}=0} дає рівняння Лапласа для тиску. У результаті, швидкість течії із завдання вдається виключити. Залишається лінійне рівняння:
{\displaystyle {\frac {\partial ^{2}P}{\partial z^{2}}}-k^{2}P=0,}
з граничними умовами:
{\displaystyle z=0:\quad \left(P_{1}-P_{2}\right)-\left(\rho _{1}-\rho _{2}\right)g\zeta =-\sigma k^{2}\zeta ,}
{\displaystyle z=0:\quad {\frac {1}{\rho _{1}}}{\frac {\partial P_{1}}{\partial z}}-{\frac {1}{\rho _{2}}}{\frac {\partial P_{2}}{\partial z}}=0,}
{\displaystyle z=\pm h:\quad {\frac {\partial P}{\partial z}}=0.}
Рішення рівняння Лапласа для тиску:
{\displaystyle P_{1}=C_{1}\cosh k\left(h-z\right),}
{\displaystyle P_{2}=C_{2}\cosh k\left(h+z\right).}
Константи {\displaystyle C_{1},C_{2}} визначаються з кінематичного умови. Динамічне умова дає зв'язок між інкремент і модулем хвильового вектора
{\displaystyle \lambda ^{2}={\frac {\left(\rho _{1}-\rho _{2}\right)g-\sigma k^{2}}{\rho _{1}+\rho _{2}}}k\tanh kh,}

звідки безпосередньо випливає вираз для критичного хвильового числа збурень (при {\displaystyle \lambda =0}):
{\displaystyle k_{c}^{2}=\left(\rho _{1}-\rho _{2}\right){\frac {g}{\sigma }}}.
Якщо довжина хвилі більша за критичну, то обурення кордону будуть наростати.
У граничному випадку нескінченно глибоких шарів ({\displaystyle kh\gg 1}) найбільша швидкість росту збурень досягається при хвильовому числі
{\displaystyle k_{m}^{2}=\left(\rho _{1}-\rho _{2}\right){\frac {g}{3\sigma }}}.
У тонких шарах ({\displaystyle kh\ll 1}):
{\displaystyle k_{m}^{2}=\left(\rho _{1}-\rho _{2}\right){\frac {g}{2\sigma }}}.